# Konnivesi
Konnivesi est un lac situé à Heinola et Iitti en Finlande,.

## Présentation
Le lac Konnivesi a une superficie de 50 kilomètres carrés et une altitude de 77,4 mètres.
Situé au nord du Salpausselkä II, il est traversé par le fleuve Kymijoki.
Le lac compte 293 îles dont la superficie totale est de 1 048,61 hectares soit  17,3 % de la surface du lac. 
Parmi ces îles, deux font plus d'un kilomètre carré, 41 plus d'un hectare, 199 plus d'un are,.